# Polypogon romaniszyni
Polypogon romaniszyni är en fjärilsart som beskrevs av Kaucki 1924. Polypogon romaniszyni ingår i släktet Polypogon och familjen nattflyn. Inga underarter finns listade i Catalogue of Life.